# 建陵镇
建陵镇是中国陕西省咸阳市礼泉县下辖的一个镇。

## 行政区划
建陵镇下辖以下行政区：
冯马村、孙家村、西洼里村、山西头村、坡北村、叶家村、明桥村、围墙村、南豆芦村、米家村、陈家村、东店头村、联二村、联三村、凉马村